# アルプレヒト・ベルブリンガー

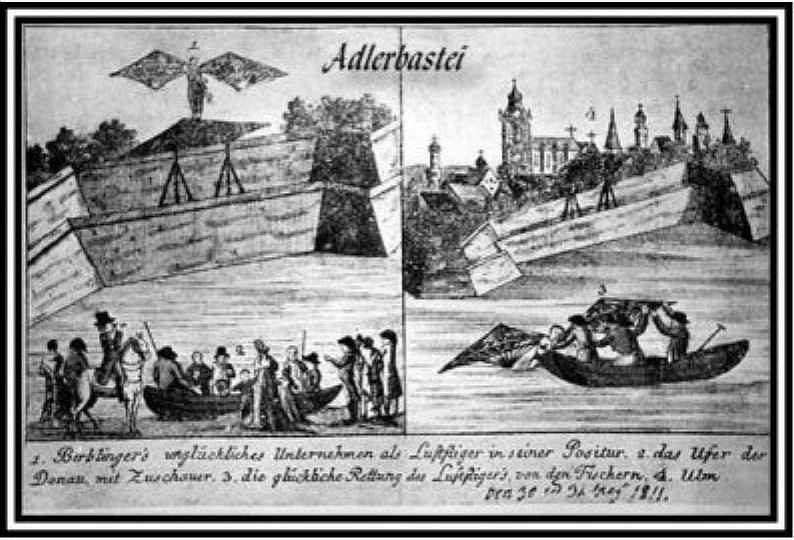
「ウルムの仕立て屋」の悲劇的な飛行（当時の版画）

アルプレヒト・ルートヴィヒ・ベルブリンガー（Albrecht Ludwig Berblinger 、1770年6月24日 ウルム - 1829年1月28日 ウルム）はドイツの仕立て屋、発明家、そして初期の飛行者である。「ウルムの仕立て屋」として有名。アルブレヒト・ルートヴィヒ・ベルプリンガーと表記されることもある。

## 生い立ち
アルプレヒト・ルートヴィヒは貧しい家庭の7番目の子として生まれ、13歳で父を亡くすと孤児院に入れられた。彼は時計職人になりたかったにもかかわらず、意に反して仕立て屋の修行を積まされ、21歳で親方になった。しかし本当の興味は常に機械のほうに向けられており、仕立て屋の仕事のかたわら発明家としても活動を続けていた。彼は義足など、失われた四肢を補う器具に工夫を加え、1808年足の切断された部分に装着する「からくり義足」を発明したが、これは初の関節を持つ義足だった。「現在の義足や義手は彼のコンセプトが基になっているといわれるほど画期的な発明であった」。

## 滑空

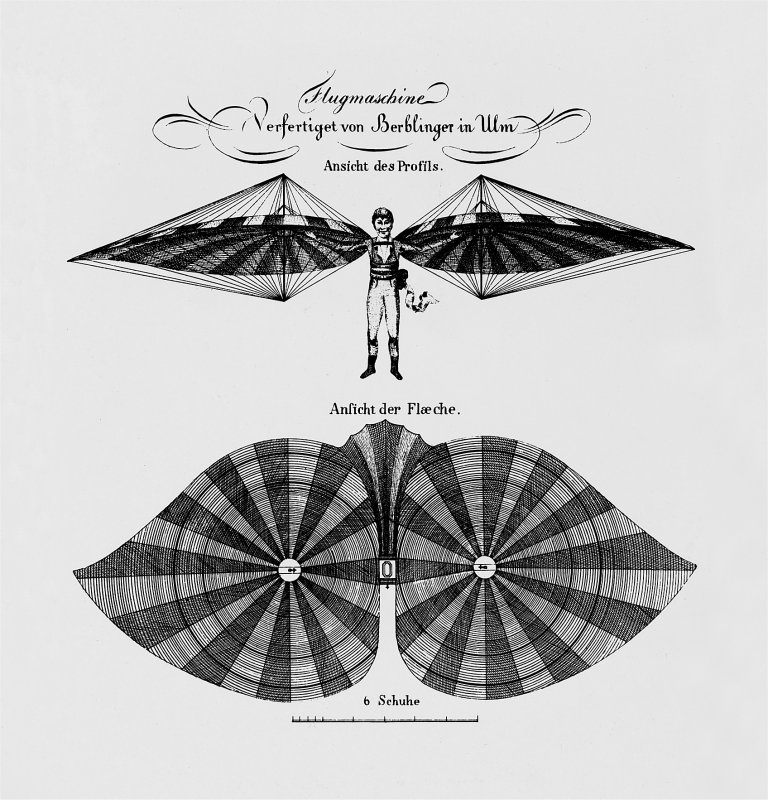
ベルブリンガー自筆のハンググライダー構造図

ベルブリンガーの最も有名な発明は（今日的な呼び方をするならば）ハンググライダーである。これはオーストリアのヤーコプ・デーゲンの羽ばたき機（1808年に初飛行）を不完全に模倣したもので、オリジナルが持つ脚力利用の羽ばたき機構を欠いていた。腕力による羽ばたきはほぼ不可能だったが滑空は可能な設計だった。長期にわたってアルプレヒト・ルートヴィヒはこの飛行機械を組み立て、フクロウの飛行を観察していた。人々は彼を嘲り、組合からの追放をもって脅迫し、組合と関係ない彼の仕事に対して高い罰金を払わせた。それにもかかわらず彼は全年収を担保に入れてさらに飛行機械の製作を続けた。
ヴュルテンベルク王フリードリヒ1世はこの発明に興味を示し、20ルイドールの資金を提供した。1811年5月国王フリードリヒとその3人の王子、そしてバイエルン王太子（のちのルートヴィヒ1世）がウルムにベルブリンガーを訪れた。こうして彼は自分の機械が空を飛べることを証明することになった。5月30日の夕方、ベルブリンガーはアードラーバスタイ（鷲陵堡）の上に組まれた木製の足場から飛ぼうとし、国王とウルムの住民たちは初飛行を待っていたが、ベルブリンガーは引き返してしまった。飛行機械の調子が悪かったのである。
翌5月31日、ベルブリンガーは再び飛行を試みた。国王は既に帰ってしまっていたが、その弟ハインリヒ公および王子たちは飛行を見守っていた。だがこの日は良い上昇気流が得られず、さらに多数の心ない観衆の嘲笑がベルブリンガーを動揺させたため、飛行は失敗してしまった。おそらく数分の間、彼は足場の上に立って良い気流を待っていたのだが、衛兵は彼を突き飛ばしてドナウ河に転落させたのである。
この失敗は彼にとって職業的・社会的な転落をも意味していた。58歳の時、彼は肺病人の収容施設で死亡した。

## 後世の受容
1986年、最初の飛行実験から175年目に際して鳥人間コンテストが行われ、あわせてアードラーバスタイ（鷲陵堡）に組んだ足場から本当にドナウ河横断飛行ができるのかどうかが究明された。河の上を吹く下降気流は滑空を困難なものとしており、ベルブリンガーのオリジナルに基いて制作されたレプリカの飛行機械は当時同様に数メートルの飛行の後水中に転落した。
最新式の、ハンググライダー愛好者から注目されている一機のみが長距離を飛ぶことができたが、それでも河を越えるのがやっとだった。同1986年ウルム近郊の斜面でベルブリンガーの飛行機械は基本的に飛行可能であることが証明された。この飛行機械のレプリカはウルム市庁舎の吹き抜けで見ることができる。
技師で作家のマックス・オイト（Max Eyth ）は1906年に小説『ウルムの仕立て屋―生まれるのが200年早かった男の物語（未訳）』をシュトゥットガルトでドイッチェ・フェアラーク出版から上梓した。ベルトルト・ブレヒトもこの「ウルムの仕立て屋」のために、1934年に書いたバラード『ウルム1592』を文学的記念碑とした。しかしブレヒトはこのウルムにおける飛行実験をバロック期に移し変えてしまい、王の代わりに司教を登場させている。
映画監督で作家のエドガー・ライツは1978年にアルプレヒト・ルートヴィヒ・ベルブリンガーの物語をティロ・プリュックナー主演で映画化したが、費用をかけて撮影されたこの映画は大衆的成功を得ることがなく、ライツ自身も経済的に破綻してしまった。
バーバラ・ホーニヒマンはこの飛行実験を素材に1982年にラジオドラマを、1984年に戯曲を制作している。